# Crawfordsville, Iowa
Crawfordsville är en ort i Washington County i den amerikanska delstaten Iowa med en yta av 1 km² och en folkmängd, som uppgick till 295 invånare år 2000. 2 % av invånarna lever under fattigdomsgränsen.